# Acanthopsis
Acanthopsis, biljni rod bodljikavih listova iz porodice primogovki. Sastoji se od dvadeast vrsta iz Namibije i Južnoafričke Republike.

## Vrste
1. Acanthopsis adamanticola H.M.Steyn
2. Acanthopsis carduifolia (L.f.) Schinz
3. Acanthopsis disperma Nees
4. Acanthopsis dispermoides H.M.Steyn
5. Acanthopsis dregeana H.M.Steyn
6. Acanthopsis erosa H.M.Steyn
7. Acanthopsis glabra (Nees) H.M.Steyn
8. Acanthopsis glandulopalmata H.M.Steyn
9. Acanthopsis glauca (Nees) Schinz
10. Acanthopsis hoffmannseggiana (Nees) C.B.Clarke
11. Acanthopsis horrida (Nees) Nees
12. Acanthopsis insueta H.M.Steyn
13. Acanthopsis ludoviciana H.M.Steyn
14. Acanthopsis nitida H.M.Steyn
15. Acanthopsis scullyi (S.Moore) Oberm.
16. Acanthopsis spathularis (Nees) Schinz
17. Acanthopsis tetragona H.M.Steyn
18. Acanthopsis trispina C. B. Cl.
19. Acanthopsis tuba H.M.Steyn
20. Acanthopsis villosa H.M.Steyn

## Vanjske poveznice
- Taxonomic notes on Acanthopsis